# Derek Willis
Derek Xavier Willis (Louisville, Kentucky, 21 de junio de 1995) es un baloncestista estadounidense que pertenece a la plantilla del Anadolu Efes de la BSL turca. Con 2,06 metros de estatura, juega en la posición de alero.
Es uno de los pocos nativos americanos que han disputado la División I de la NCAA. Su madre es miembro de tres tribus nativas, y su infancia la pasó en la reserva india de Wind River.

## Trayectoria deportiva

### Universidad
Tras disputar en 2012 el prestigioso Torneo Albert Schweitzer, jugó cuatro temporadas con los Wildcats de la Universidad de Kentucky, en las que promedió 5,4 puntos y 3,4 rebotes por partido.

### Profesional
Tras no ser elegido en el Draft de la NBA de 2017, fue invitado por los Detroit Pistons a participar en las ligas de verano, con los que disputó cuatro partidos, en los que promedió 3,5 puntos y 2,0 rebotes. En el mes de septiembre, firmó contrato con los Pistons para disputar la pretemporada, pero fue finalmente descartado, firmando finalmente con el filial de la G League, los Grand Rapids Drive.
A finales de julio de 2018 fichó por el equipo alemán del BG 74 Göttingen de la BBL.
En la temporada 2019-20, firma por el ratiopharm Ulm de la Basketball Bundesliga.
En la temporada 2020-21, se marcha a Italia para jugar en las filas del New Basket Brindisi de la Lega Basket Serie A.
El 14 de julio de 2021, llega a España para firmar por el Joventut Badalona de la liga ACB.
El 13 de julio de 2022, firma por el Reyer Venezia Mestre de la Lega Basket Serie A italiana. Promedió 12,9 puntos y 5 rebotes en la Eurocup, junto con 9,9 puntos y 5,5 rebotes en la liga doméstica.
El 25 de junio de 2023 firmó un contrato por un año y otro opcional con el Anadolu Efes de la BSL turca.